# The Duchess
Pour les articles homonymes, voir Duchess.
Pour plus de détails, voir Fiche technique et Distribution.
The Duchess, ou La Duchesse au Québec, est un film franco-italo-britannique réalisé par Saul Dibb, sorti en 2008.
Il est inspiré de la biographie Georgiana, Duchess of Devonshire due en 1998 à Amanda Foreman.

## Synopsis

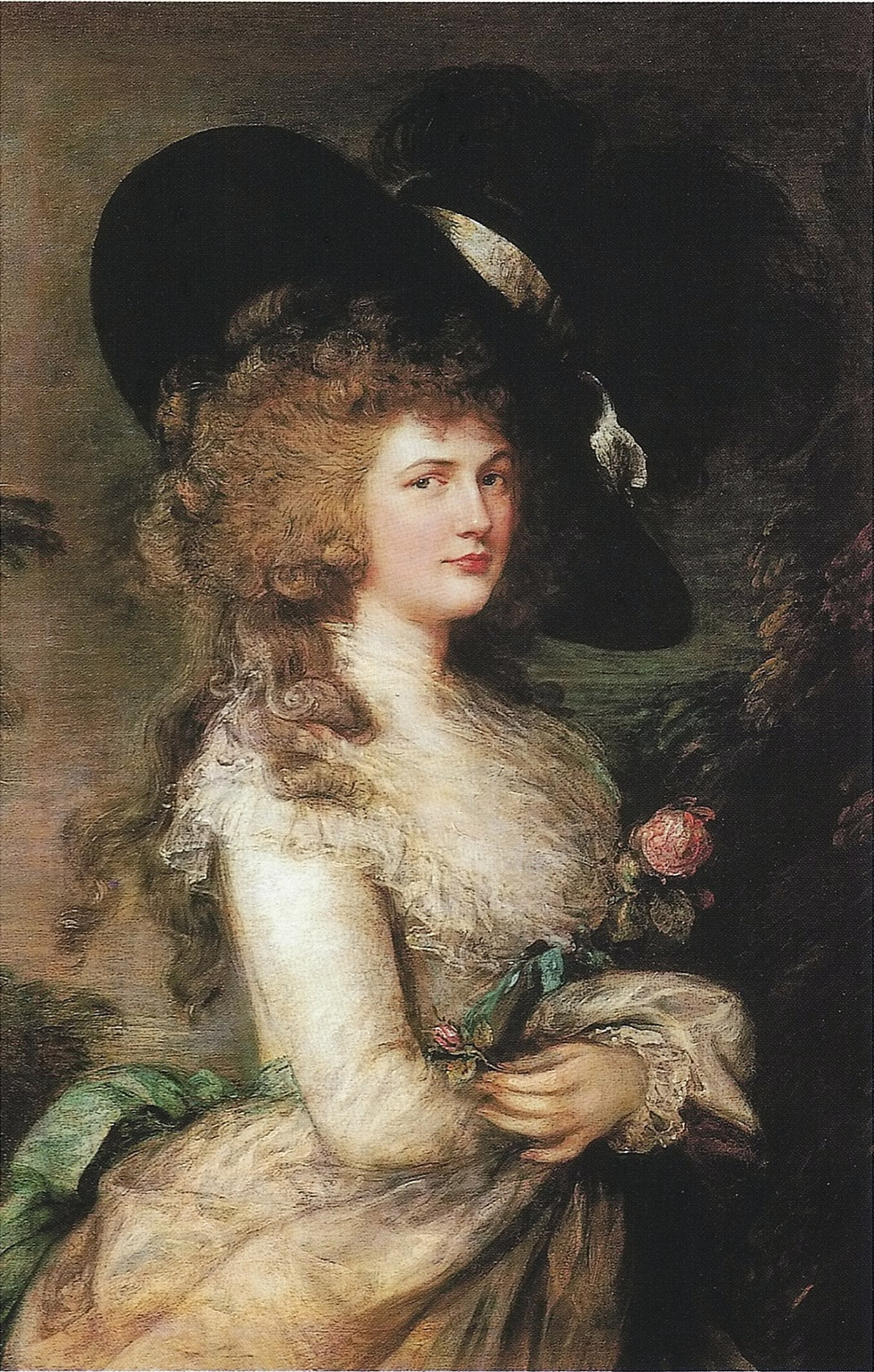
Lady Georgiana Cavendish peinte par Thomas Gainsborough.

La jeune Georgiana Spencer, âgée de seulement 17 ans, se marie avec William Cavendish, duc de Devonshire, mariage arrangé uniquement dans le but de donner un héritier mâle au duc. Les illusions de Georgiana se dissipent rapidement quand elle découvre les infidélités de son mari, qui va jusqu'à inviter Charlotte, une de ses enfants illégitimes, à séjourner dans leur demeure ; il demande même à sa femme d’apprendre à être une bonne mère avec la jeune enfant.
Quand Georgiana donne naissance à une fille, William est déçu. Pour lui, il a rempli ses obligations en tant que mari mais son épouse, n'ayant pu lui donner de fils, n’a quant à elle pas rempli les obligations qui lui incombent.
Georgiana devient amie d’Elizabeth Foster à Bath, qu'elle invite chez elle car elle n'a pas d’endroit où aller. William a rapidement une liaison avec Elizabeth, et Georgiana se sent privée de sa seule amie et trahie par elle. Cette dernière explique à Georgiana qu'elle n'a fait cela que pour revoir ses trois fils dont son mari la prive depuis plusieurs années (le duc de Devonshire par son influence politique peut faire rendre gorge au mari d'Elizabeth), et continue à vivre avec son amie et le mari de celle-ci.
Georgiana entame de son côté une liaison avec Charles Grey. William est outragé quand Georgiana annonce que, puisqu'il a Elizabeth pour maîtresse, elle peut s'autoriser à prendre un amant. William viole alors Georgiana, viol à la suite duquel elle est enceinte et accouche du fils tant attendu.
Elizabeth, la maîtresse, encourage la reprise de la liaison adultérine de Georgiana et Charles Grey, après que son amie a donné naissance à son fils. Bientôt, toute la société de Londres est au courant de l’infidélité de Georgiana. William humilié menace de détruire la carrière politique de son « rival » et d'interdire à Georgiana de voir leurs enfants communs si elle ne rompt pas avec Grey. Dans un premier temps, Georgiana résiste puis consent finalement à mettre un terme à la relation avec son amant. Elle avoue alors à son mari qu'elle porte un enfant de lui. Cette annonce la fait envoyer en province pour donner discrètement naissance à l’enfant adultérin, Eliza Courtney, ensuite confiée à la famille Grey qui la fait passer pour la nièce de Charles.
Elizabeth Foster était allée accompagner Georgiana à la fin de sa grossesse. Ensuite, Georgiana et William concluent un accord tacite et le trio qu’ils forment avec Elizabeth reprend sa vie commune.
Les écriteaux à la fin du film annoncent que Georgiana, de manière régulière, rend secrètement visite à sa fille chez les Grey ; cette dernière donnera d’ailleurs le prénom de sa mère — Georgiana — à sa propre fille, en forme d’hommage à la grand-mère de l’enfant. Charles Grey devient Premier ministre du Royaume-Uni pendant le règne de Guillaume IV. Avant de mourir à l’âge de 48 ans, Georgiana donne sa bénédiction à William et Elizabeth, qui se marient dès qu’il est veuf.

## Fiche technique
- Titre original : The Duchess
- Réalisation : Saul Dibb
- Scénario : Jeffrey Hatcher et Anders Thomas Jensen, d'après la biographie d'Amanda Foreman
- Photographie : Gyula Pados
- Décors : Michael Carlin
- Costume : Michael O'Connor
- Montage : Masahiro Hirakubo
- Musique : Rachel Portman
- Production : Michael Kuhn, Gabrielle Tana et Andrew Warren
- Société de production : Qwerty Films
- Société de distribution : Pathé
- Pays de production :  Royaume-Uni,  France,  Italie,  États-Unis
- Langue originale : anglais
- Durée : 110 minutes
- Dates de sortie :
  - Royaume-Uni : 5 septembre 2008
  - États-Unis : 10 octobre 2008
  - France : 12 novembre 2008

## Distribution
- Keira Knightley (VF : Claire Guyot et VQ : Catherine Sénart) : Georgiana Cavendish, duchesse de Devonshire
- Ralph Fiennes (VF : Bernard Gabay et VQ : Alain Zouvi) : William Cavendish, 5e duc de Devonshire
- Charlotte Rampling (VF : elle-même et VQ : Johanne Garneau) : Lady Spencer
- Hayley Atwell (VF : Stéphanie Lafforgue et VQ : Nadia Paradis) : Elizabeth « Bess » Foster
- Dominic Cooper (VF : Damien Ferrette et VQ : Claude Gagnon) : Charles Grey
- Aidan McArdle (VF : Arnaud Bedouet et VQ : Jacques Lussier) : Richard Brinsley Sheridan
- Simon McBurney (VF : Jean-Luc Kayser et VQ : Jacques Lavallée) : Charles Fox
- John Shrapnel : le général Grey
- Georgia King : Lady Teazle
- Michael Medwin : le rédacteur de discours

## Autour du film
- On peut voir dans la bande annonce une photo de Lady Diana montrant qu'elle fait partie de la même lignée que la duchesse. La phrase mise en exergue, « There were three people in her marriage » (« Il y avait trois personnes dans son mariage »), peut tout aussi bien s'appliquer à la duchesse du Devonshire qu'au mariage de Diana avec le prince Charles qui entretenait une relation avec Camilla Shand.
- Le film a été tourné au château de Chatsworth House, résidence des ducs du Devonshire.

## Distinctions
- 2009 : Oscar de la meilleure création de costumes